# Ordres de grandeur de vitesse
Pour des articles plus généraux, voir Ordre de grandeur et vitesse.
Afin de donner des ordres de grandeur de vitesse, la liste suivante présente différents niveaux de vitesse de 1,3 × 10−9 à 3,0 × 108 m/s.

## Exemples de valeurs de vitesse avec leur ordre de grandeur
| Facteur   | Valeur (m/s)          | Valeur (km/h)   | Exemple |
| --------- | --------------------- | --------------- | --- |
| 10−9      | 1,3 × 10−9            | 4,68 × 10−9     | le taux moyen de recul de la Lune par rapport à la Terre. |
| 10−9      | 0,3 × 10−9 à 3 × 10−9 | 10−9 à 10−8     | la vitesse relative typique de la dérive des continents. |
| 10−3      | 0,001 3               | 0,004 68        | la vitesse des escargots de jardin (soit 4,68 mètres par heure). |
| 0,1       | 0,28                  | 1               | 1 km/h. |
| 1         | 1,7                   | 6,4             | vitesse à la nage (~ record du monde du 800 m). |
| 1         | 2,5–3,3               | entre 9 et 12   | la vitesse moyenne en courant. |
| 1         | 5,78                  | 20,81           | record du monde du marathon par Eliud Kipchoge en 2018. |
| 10        | 10,44                 | 37,58           | la vitesse moyenne du sprinter Usain Bolt pendant son record du monde du 100 m. |
| 10        | 12,42                 | 44,72           | la vitesse de pointe du sprinter Usain Bolt pendant son record du monde du 100 m. |
| 10        | 5–25                  | 18–90           | la vitesse de propagation de l'influx nerveux dans un neurone sans gaine de myéline. |
| 10        | 15                    | 55              | la vitesse moyenne d'un cheval au galop. |
| 10        | 22                    | 80              | vitesse maximale d'un poids-lourd sur certaines routes hors agglomération dans certains pays d'Europe                                                                                   |
| 10        | 30                    | 108             | Ordre de grandeur de la vitesse d'une voiture sur une freeway des Etats-Unis, la vitesse du guépard — l'animal terrestre le plus rapide, la vitesse d'un hors-bord.                     |
| 10        | 30,5                  | 110             | la vitesse de l'espadon-voilier — le poisson le plus rapide du monde. |
| 10        | 36                    | 130             | le record de vitesse pour un véhicule à propulsion humaine (Sam Whittingham en vélo couché) vitesse maximale d'une voiture sur autoroute hors agglomération dans certains pays d'Europe |
| 10        | 40                    | 144             | la vitesse typique d'un train. |
| 10        | 69                    | 250             | vitesse de décollage d'un Boeing 737. |
| 10        | 90                    | 320             | la vitesse typique d'un train à grande vitesse européen; un faucon pèlerin plongeant, l'oiseau le plus rapide.                                                                          |
| 100       | 103                   | 370             | la vitesse d'une torpille à supercavitation VA-111 Chkval. |
| 100       | 105,5                 | 379,8           | la vitesse maximale d'une Ferrari F50 GT. |
| 100       | 10–120                | 36–432          | la vitesse de propagation de l'influx des neurones moteurs pour les mammifères. |
| 100       | 120                   | 434,211         | la vitesse de pointe de la Bugatti Veyron 16.4 la voiture de série la plus rapide du monde en 2011.                                                                                     |
| 100       | 125,1                 | 442,39          | la vitesse maximale de la Koenigsegg Agera R la voiture testée comme étant la plus rapide du monde.                                                                                     |
| 100       | 130                   | 468             | la vitesse du vent d'une tornade. |
| 100       | 161                   | 575             | la vitesse du maximale du TGV le 3 avril 2007 |
| 100       | 340,29                | 1 225,04        | la vitesse du son dans l'air au niveau de la mer, à 0 °C (inférieure à la vitesse quadratique moyenne des molécules mais du même ordre de grandeur).                                    |
| 100       | 341,107               | 1 227,985       | la vitesse maximale atteinte par la voiture à propulsion par des moteurs de jet ThrustSSC en 1997, le record vitesse sur terre.                                                         |
| 100       | 428                   | 1 540,8         | la vitesse maximale du Bell X-1. |
| 100       | 464                   | 1 670           | la vitesse de rotation de la Terre à l'équateur. |
| 100       | 603                   | 2 170,8         | la vitesse du Concorde. |
| 100       | 975                   | 3 510           | la vitesse de sortie de la balle d'un M16. |
| 100       | 981                   | 3 532           | le SR-71 Blackbird, l'avion le plus rapide mû par un moteur à réaction. |
| 1000      | 2 000                 | 7 200           | la vitesse estimée d'un neutron thermique. |
| 1000      | 2 019                 | 7 268,4         | la vitesse de l'avion fusée X-15. |
| 1000      | 3 111                 | 11 199,6        | la vitesse de l'avion-fusée X-43. |
| 1000      | 7 777                 | 28 000          | la vitesse de propagation de l'explosion d'un tir de mine, la vitesse typique d'un satellite et de la navette spatiale dans l'orbite terrestre basse.                                   |
| 10 000    | 11 082                | 39 895          | la vitesse d'Apollo 10, le record de vitesse d'un véhicule habité. |
| 10 000    | 12 900                | 46 440          | la vitesse de retour de la sonde spatiale Stardust. |
| 10 000    | 16 210                | 58 356          | la vitesse d'échappement de la Terre par l'engin spatial New Horizons de la NASA, la vitesse d'échappement la plus rapide.                                                              |
| 10 000    | 29 800                | 107 280         | la vitesse de la Terre en orbite autour du Soleil. |
| 10 000    | 70 220                | 252 792         | la vitesse de la sonde solaire Helios 2. |
| 10 000    | 95 278                | 343 000         | la vitesse de la sonde solaire Parker, l'objet le plus rapide jamais construit par l'Homme.                                                                                             |
| Plus vite | 220 000               | 792 000         | la vitesse orbitale du système solaire dans la Voie lactée. |
| Plus vite | 450 000               | 1 600 000       | la vitesse typique d'une particule du vent solaire, relativement au Soleil. |
| Plus vite | 1 000 000             | 3 600 000       | la vitesse de la Voie Lactée dans son amas galactique. |
| Plus vite | 10 000 000            | 36 000 000      | la vitesse typique d'un neutron rapide. |
| Plus vite | 30 000 000            | 100 000 000     | la vitesse typique d'un électron dans un tube cathodique. |
| Plus vite | 124 000 000           | 447 000 000     | la vitesse de la lumière (radiation électromagnétique) dans un diamant (indice de réfraction 2,417).                                                                                    |
| Plus vite | 200 000 000           | 720 000 000     | la vitesse d'un signal dans un câble. |
| Plus vite | 299 792 458           | 1 079 252 848,8 | la vitesse d'une radiation électromagnétique dans le vide (voir la vitesse de la lumière).                                                                                              |

## Autres exemples de vitesses en mètre par seconde
| 0,002 75 m/s    | le record du monde de l'escargot le plus rapide dans le comté de Congham, au Royaume-Uni, lors du championnat du monde de course d'escargot. Voir course d'escargot. |
| 0,080 m/s       | la vitesse maximale d'un Megalonychidae (= 8,0 cm/s). |
| 1 m/s           | un homme marchant lentement ; sous une vitesse d'environ 2 m/s, il est plus efficace de marcher que de courir, mais au-dessus de cette vitesse, il est plus efficace de courir. la vitesse des signaux (potentiel d'action) voyageant le long des axones dans le cortex humain. |
| 28 m/s          | une voiture roulant à 100 km/h; la vitesse qu'un guépard peut tenir. |
| 120 m/s         | la vitesse maximale des signaux voyageant le long des fibres nerveuses de la moelle épinière. |
| 336 m/s         | la vitesse du son dans le désert Black Rock lorsque le record de vitesse terrestre a été établi en 1997. |
| 341 m/s         | le record de vitesse terrestre actuel, qui fut établi par le ThrustSSC en 1997. Il était supersonique (1,016 Mach) dans le désert Black Rock à ce moment, mais peut ne pas avoir été supersonique dans d'autres endroits.                                                       |
| 343 m/s         | la vitesse du son approximative sous les conditions normales, qui varie selon la température de l'air. |
| 559 m/s         | la vitesse moyenne de la traversée record de l'Atlantique par le Concorde en 1996. |
| 1 000 m/s       | la vitesse d'une balle de fusil typique. environ la vitesse maximale d'un engin spatial sub-orbital. |
| 1 400 m/s       | la vitesse de la navette spatiale lorsque les réservoirs à combustible solide se séparent. |
| 8 000 m/s       | la vitesse de la navette spatiale juste avant son entrée en orbite. |
| 299 792 458 m/s | la vitesse de la lumière dans le vide (valeur exacte, par définition. La définition du mètre en dépend directement depuis 1983). |

## Autres exemples de vitesses en kilomètre par heure
| 5 km/h               | vitesse de la marche. |
| 20 km/h              | vitesse à bicyclette et environ 70 km/h pour un sprint d'arrivée au Tour de France.                                                                 |
| 30 km/h              | dans de nombreuses villes européennes, la limitation de vitesse en zone 30                                                                          |
| 44,72 km/h           | La vitesse maximale d'Usain Bolt dans le 100 m entre 60 et 80 m.                                                                                    |
| 50 km/h              | en France et dans de nombreux pays européens, la limitation de vitesse en agglomération                                                             |
| 80 km/h              | en France, la limitation de vitesse hors agglomération d'une route à voies non séparées.                                                            |
| 130 km/h             | en France, la limitation de vitesse maximale pour automobiles sur autoroute                                                                         |
| 160 km/h             | en France, la vitesse de circulation standard des trains est de 160 km/h, sur le réseau dit « conventionnel »                                       |
| 350 km/h             | La vitesse maximale de la Grande vitesse ferroviaire en Chine et des Alta Velocidad Española (TGV les plus communs maintenant un contact roues-sol) |
| 350–431 km/h         | la vitesse maximale des voitures de sport telles que la Bugatti Veyron 16.4 ou la Ferrari Enzo.                                                     |
| 485 km/h             | la vitesse maximale de la SSC Tuatara produite en septembre 2014.                                                                                   |
| 603 km/h             | la vitesse record d'un SCMaglev, train à sustentation magnétique (record du JR-Maglev).                                                             |
| 1 000 km/h           | la vitesse de croisière des avions de ligne par rapport au sol.                                                                                     |
| 1 200 km/h           | la vitesse du son approximative (au niveau de la mer).                                                                                              |
| 1 228 km/h           | le record du monde actuel de vitesse terrestre pour un véhicule équipé de roues (Thrust SSC).                                                       |
| 1 541 km/h           | le record du premier avion à avoir dépassé le mur du son (Bell X-1)                                                                                 |
| 26 268 km/h          | la vitesse de retour de la navette spatiale dans l'atmosphère terrestre.                                                                            |
| 40 320 km/h          | la vitesse d'échappement de la Terre. |
| 1 079 252 848,8 km/h | la vitesse de la lumière. |